# كريستي بينيه
كريستي بينيه (بالإنجليزية: Christie Benet)‏‏ (26 ديسمبر 1879 في أبفيل - 30 مارس 1951 في كولومبيا، كارولاينا الجنوبية) سياسي، ومحامي، ولاعب كرة قدم أمريكية من الولايات المتحدة.